# Uttapam
Uttapam (tamoul : ஊத்தப்பம் ; télougou : ఉతప్పం ; kannada : ಉತ್ತಪ್ಪಾ) est un plat ressemblant aux dosa, préparé en faisant cuire des ingrédients dans une pâte.

## Préparation
Cette pâte est faite dans la proportion de 1 à 3 d’urad dal (lentilles noires réduites en purée) (télougou : ఉద్ది పప్పు) et de riz fermenté, lui-même composé pour moitié de riz bouilli, et pour l'autre moitié de riz non bouilli. Les ingrédients ne sont pas cuits « sur » la pâte, mais « dans » la pâte, à laquelle ils sont directement incorporés.
Les uttapam sont traditionnellement préparés avec des tomates, ou un mélange d'oignons et de piments. D'autres ingrédients fréquents sont la noix de coco ou différents légumes.
Les uttapam sont parfois appelés « la pizza de l'Inde ».
De nos jours, des préparations instantanées pour les uttapam sont en vente sur les marchés. Une petite quantité de cette préparation, additionnée d'eau, permet de préparer une pâte fermentée. Celle-ci est alors étalée uniformément dans une poêle. La cuisson dure alors environ cinq minutes.
L’uttapam est un plat très sain. Un uttapam de taille moyenne ne contient que 180 kcal. On peut le manger avec du sambar ou du chutney.